# Li (noumen)
Li (理) – zasada, noumen, absolut, takość (skt tathatā) (kor. li; jap. ri; wiet. li) – jeden z podstawowych terminów chińskiej buddyjskiej szkoły huayan, czyli szkoły Awatamsaki, powstałej pod wpływem Sutry Awatamsaki. 
W starożytnych tekstach chińskich znak (理) czytany jako li, oznaczał żyłkowanie w wypolerowanym marmurze, a przenośnie – podstawowe zasady. Dlatego li odnoszono zawsze do rozumu, a ściślej do niebiańskiego rozumu. W takim właśnie znaczeniu li jako kosmicznego porządku używane było przez konfucjanistów, jako przeciwieństwo ludzkich pragnień czy pożądań.
Następnie znak li przejęli buddyści. Zhidun (314–366), znany także jako Zhi Daolin, jeden z najważniejszych mnichów IV wieku i założyciel szkoły Pradżni wczesnego buddyzmu chińskiego, pierwszy zreinterpretował li. Dla niego termin ten oznaczał najwyższą prawdę, ostateczną zasadę, takość (skt tathatā). 
Gdy termin ten zaczęli wykorzystywać buddyści ze szkoły huayan, np. Dixin Dushun, utożsamili go z indyjską siunjatą, czyli pustką, a właściwie pustością. Poprawnym chińskim odpowiednikiem siunjaty jest słowo kong, którego używano zwykle w stosunku do niezajętej przestrzeni, tzn. pozbawionej czegoś, co tam się przedtem znajdowało. Jednak prawdziwe znaczenie siunjaty jest ontologiczne. Jest ona absolutną rzeczywistością, wolną od dychotomii istnienia i nieistnienia, formy i bezkształtu itd. Ponieważ chińskie kong łatwo doprowadzało do swojego względnego znaczenia (czyli nieobecności rzeczy), mistrzowie huayan zaczęli używać raczej terminu li, który został wprowadzony jako jeden z elementów teorii dharmadhatu. Opisuje on absolutną rzeczywistość i współdziała z shi – fenomenem, rzeczą-zdarzeniem. Gdzie nie ma shi, tam nie ma li. Dlatego li jako najwyższa rzeczywistość istnieje tylko w shi.
Jednym z pierwszych przejawów oddziaływania li jest uwolnienie człowieka od ograniczeń i przywiązań do ulubionych sposobów działania. Robić coś zgodnie z li, to odczuwać swoją całkowitą jedność ze swoim działaniem.